# Pod Ostrou horou
Pod Ostrou horou je přírodní památka jihovýchodně od obce Chroboly v okrese Prachatice. Důvodem ochrany jsou mokřadní louky s kosatcem sibiřským (Iris sibirica).